# Liste der Monuments historiques in Fréménil
Die Liste der Monuments historiques in Fréménil führt die Monuments historiques in der französischen Gemeinde Fréménil auf.

## Liste der Objekte
| Bezeichnung             | Beschreibung                                       | Standort                       | Kennzeichnung | Schutzstatus | Datum | Bild |
| ----------------------- | -------------------------------------------------- | ------------------------------ | ------------- | ------------ | ----- | ---- |
| Gemälde Petrus          | Ölfarbe auf Leinwand, 1767                         | in der Kirche St-Pierre (Lage) | PM54001549    | Inscrit      | 1992  |      |
| Retabel des Hauptaltars | Eichenholz, vergoldet, Anfang des 18. Jahrhunderts | in der Kirche St-Pierre (Lage) | PM54000255    | Classé       | 1971  |      |
| Prozessionsfahne        | Stoff, bestickt, Ende des 19. Jahrhunderts         | in der Kirche St-Pierre (Lage) | PM54001548    | Inscrit      | 1989  |      |
| Spiegel                 | Spiegelglas, vergoldeter Eichenholzrahmen, um 1720 | in der Kirche St-Pierre (Lage) | PM54000256    | Classé       | 1971  |      |
| Kanzel                  | Eichenholz, farbig gefasst, um 1775                | in der Kirche St-Pierre (Lage) | PM54000257    | Classé       | 1983  |      |
| Kredenz                 | Holz, bemalt, Marmor, 18. und 19. Jahrhundert      | in der Kirche St-Pierre (Lage) | PM54001550    | Inscrit      | 1992  |      |